# England Glacier
England Glacier är en glaciär i Antarktis. Den ligger i Östantarktis. Australien gör anspråk på området. England Glacier ligger 1 050 meter över havet.
Terrängen runt England Glacier är varierad. Trakten är obefolkad. Det finns inga samhällen i närheten.